# Philonotis sikkimensis
Philonotis sikkimensis là một loài rêu trong họ Bartramiaceae. Loài này được Kabiersch T.J. Kop. mô tả khoa học đầu tiên năm 1998.